# Grootdiep (Oosterwolde)
Het Grootdiep is een gekanaliseerd riviertje ten noorden van de plaats Oosterwolde in de provincie Friesland. De waterloop is ongeveer tien kilometer lang. 
Daar waar het water vroeger een vrije loop had is het in de loop van de tijd steeds verder gekanaliseerd. Het water ontsprong in de maden tussen Appelscha en Oosterwolde, maar door het graven van de Opsterlandse Compagnonsvaart is de oorspronkelijke bron verdwenen. 
Het water stroomt achtereenvolgens westelijk langs Fochteloo, zuidelijk langs de buurtschappen Weper en Bentemaden voordat het iets ten noordwesten van Prandinga bij Oosterwolde uitmondt in de rivier de Boven Tjonger (Kuunder), de bovenloop van de Tjonger. Scheepvaart is niet mogelijk, ook door de vele vistrappen en vaste dammen met duikers. 